# Sawtooth Range, Nunavut
Sawtooth Range är ett berg i Kanada.   Det ligger i territoriet Nunavut, i den nordöstra delen av landet, 3 800 km norr om huvudstaden Ottawa. Toppen på Sawtooth Range är 1 800 meter över havet.
Terrängen runt Sawtooth Range är huvudsakligen kuperad. Sawtooth Range är den högsta punkten i trakten. Trakten runt Sawtooth Range är nära nog obefolkad, med mindre än två invånare per kvadratkilometer.. Det finns inga samhällen i närheten.
Trakten runt Sawtooth Range är permanent täckt av is och snö.